# Galium glaucophyllum
Galium glaucophyllum (лат.) — многолетнее травянистое растение, вид рода Подмаренник (Galium) семейства Мареновые (Rubiaceae). Эндемик острова Сардиния в Италии.

## Ботаническое описание
Galium glaucophyllum — прямостоячее или лежачее многолетнее растение высотой от 20 до 50 см. Листья обычно в 6 мутовках, узколанцетные и восковидные, как правило, толстые и сочные. Цветки белые, в крупных верхушечных метёлках.
Надземная часть растения образована ползучим стеблем, от которого берут начало прямостоячие стебли. Стебель обычно гладкий и имеет приблизительно четырехугольную форму. Длина стебля около 20 см. Листья толстые, линейно-острые, от 10-20 мм в длину и от 2-4 мм в ширину. Центральная жилка видна на обеих сторонах. Верхняя сторона блестяще-восковая, нижняя слегка непрозрачная, обе зеленовато-серого цвета, как и стебель. Листья, которых насчитывается шесть или меньше, собраны в мутовки, расположенные на равном расстоянии в узлах стебля. Вершина листа почти всегда ориентирована вверх. Нижняя часть растения, листья и стебель иногда приобретают красноватый цвет. Соцветие состоит из довольно близких цветков, поддерживаемых коротким цветоносным побегом. Главный кончик формируется на продолжении оси хвоста, остальные, часто попарно, на подмышечной впадине последних мутовок листа. При полном цветении бутоны имеют тенденцию принимать шаровидную форму. Цветки образованы 4 лепестками размером в несколько мм, расположенными крест-накрест и перемежающимися четырьмя тычинками. Пыльники и рыльце ярко-жёлтого цвета. Лепестки тоже толтые белые на верхней стороне, и белые, желтоватые, красно-пурпурные на нижней стороне, которая наиболее заметна в бутоне. Чашечка, обычно сизовато-зелёная, также может приобретать пурпурно-красный цвет. Цветёт с мая по первую половину июля. Плод — небольшая гладкая костянка округлой формы, которую можно разделить на две части, каждая из которых содержит семя. Первоначально плод гладкий и беловатый, после полного созревания становится морщинистым и тёмно-красновато-коричневым, почти черным с голубоватыми отблесками.

## Ареал и местообитание
Galium glaucophyllum — эндемик Сардинии, где встречается в центральной части и на юго-западе острова. Растёт среди известняковых скал. Основная популяция обитает на высоте 1300 м над уровнем моря, прочие группы растений встречаются на более низких высотах. Вид идеально приспособлен к засушливой и ветреной среде, в которой обитает.

## Таксономия
Видовой эпитет — от греческих греч. γλαυκός, синезелёный, и греч. φύλλον, лист, относящихся к цвету листьев растения.